# Kékszemű kakadu
A kékszemű kakadu (Cacatua ophthalmica) a madarak osztályának a papagájalakúak (Psittaciformes) rendjéhez és a kakadufélék (Cacatuidae) családjához tartozó faj.
Régebben a sárgabóbitás kakadu (Cacatua galerita) alfajaként sorolták be Cacatua galerita ophthalmica néven.

## Előfordulása
Pápua Új-Guinea területén honos.

## Megjelenése
Testhossza 50 centiméter, testtömege 500-570 gramm.

## Külső hivatkozás
- Képek az interneten a fajról[halott link]
- Ibc.lynxeds.com - videók a fajról